# Євгеніуш Казіміровський
Євгеніуш Марцін Казіміровський (народився 11 листопада 1873 у Вигнанці, помер 23 вересня 1939 у Білостоку  ) — польський художник, автор першої картини Ісуса Милосердного  .

## Біографія

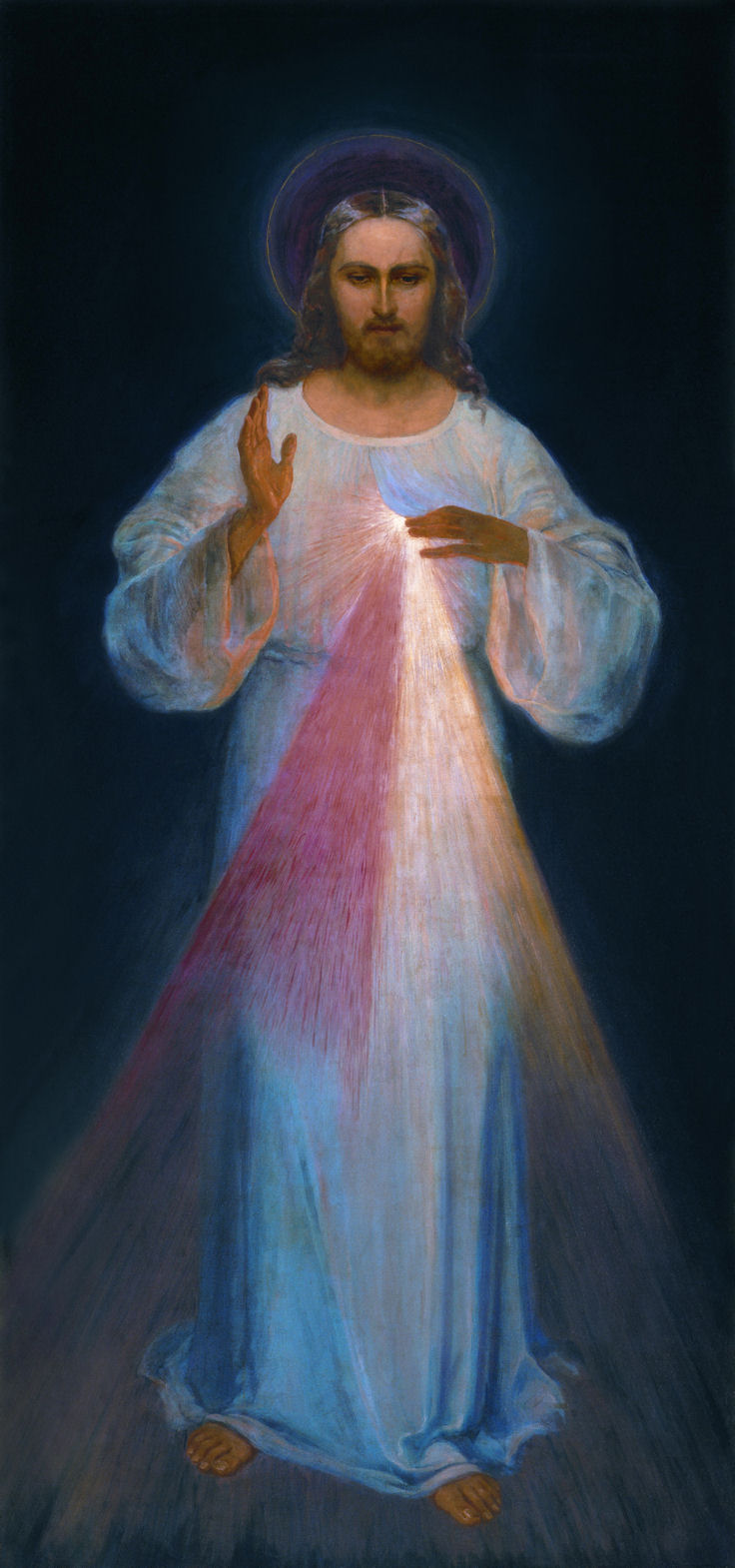
Картина Казіміровського «Ісус милосердний», 1934 рік

Син Августа та Марії, уродженої з Коссаковських. У 1892–1897 роках навчався в Академії образотворчих мистецтв у Кракові . З 18 травня 1897 року навчався в Академії образотворчих мистецтв у Мюнхені у Йоганна Каспара Гертеріха, згодом їздив у мистецькі подорожі Францією та Італією. Був членом польських стрілецьких команд у Чорткові, військовополонений у Вільнюсі  . До 1914 року жив у Кракові. Він часто їздив, хапаючись за оплачувану роботу, наприклад у Вільнюсі та Львові . Літні місяці проводив на дачах друзів в Україні та на Вільнющині, писав пейзажі та портрети. З 1915 року був  викладачем в учительській семінарії у Вільнюсі, театральним декоратором у Великому театрі та Польському театрі у Вільнюсі  .
Дуже активний у творчості, особливо захоплювався портретами та пейзажами, релігійними картинами та церковною поліхромією, але також працював театральним декоратором. Його види Вільнюса були дуже популярні. Є.Казіміровський також був активістом Віленського гастрольного товариства, яке мало свій осередок у монастирському флігелі костелу св. Михайла. Майстерня та невелика квартира художника знаходились на вул. Rasų 6 (тепер № 4а). Іншу частину будинку займав отець Міхал Сопочко, сповідник сестри Фаустини, який з 1933 року перебував у Згромадженні Сестер Матері Божої Милосердя в Антакальнісі. У 1934 року в майстерні Є. Казіміровського було створено перший образ Ісуса Милосердного «Ісусе, довіряю Тобі». Отець Міхал Сопочко просив художника допомогти намалювати видіння Фаустини    .
З 1936 році жив у Білостоці. Був директором Асоціації туристичної пропаганди  . Уся білостоцька творчість Казіміровського була втрачена після його смерті в 1939 році. Малярська експозиція, що залишилася у Кракові та Львові, була втрачена під час Другої світової війни . З Віленського періоду збереглося лише кілька картин.
Згідно із записом в церковній книзі смертей парафії в Білостоку, помер 23 вересня 1939 року від запалення легенів. Похований через два дні, 25 вересня 1939 року, на парафіяльному цвинтарі, в центральній частині кладовища  .

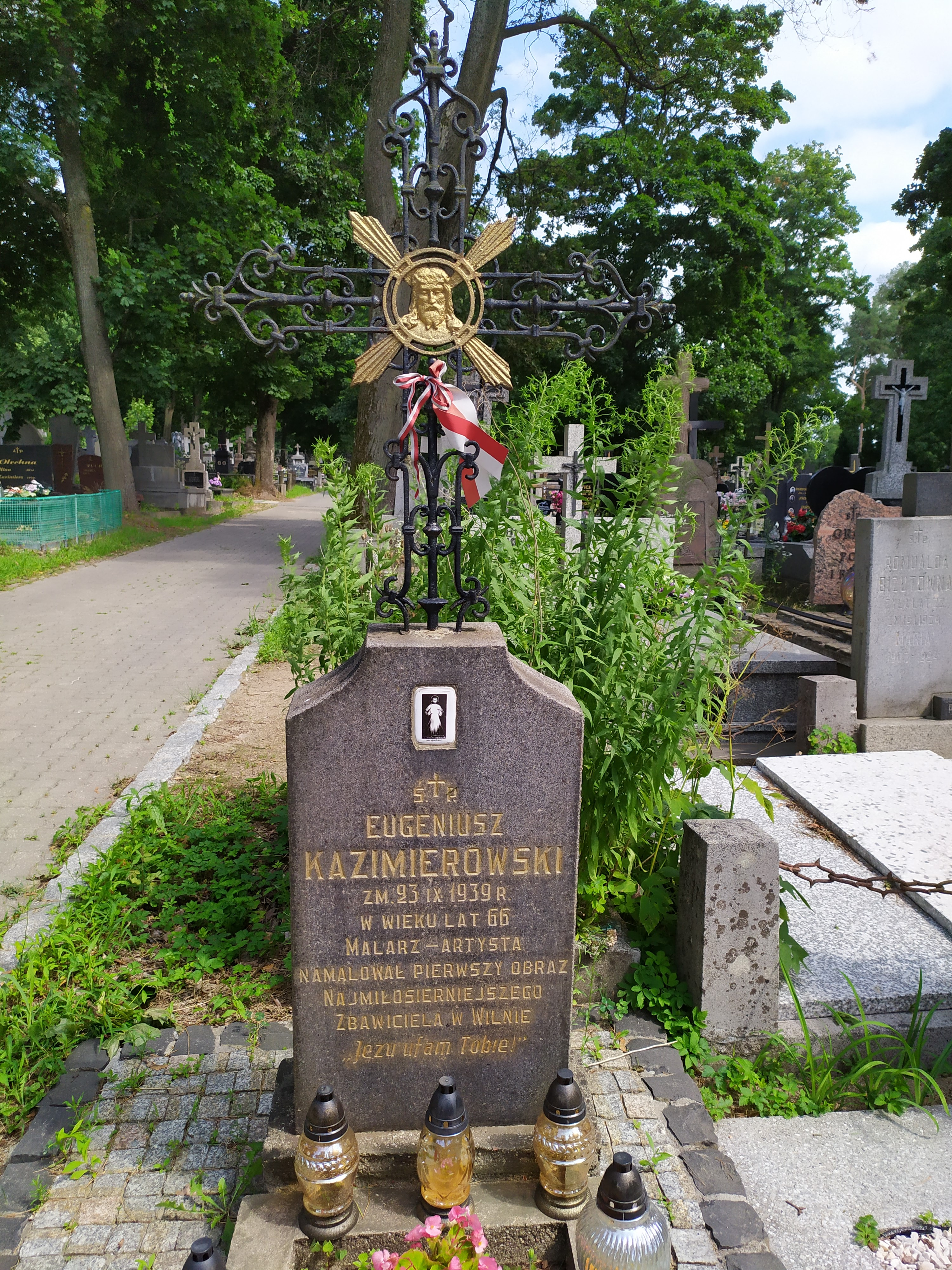
Фарний цвинтар у Білостоці - Могила Євгеніуша Казіміровського

## Ордени та нагороди
- Золотий Хрест Заслуги [5]

## Виноски
1. 1 2  Bibliothèque nationale de France BNF: платформа відкритих даних — 2011.
2. ↑  e-teatr.pl — 2004.
3. ↑  biografia, Altius
4. ↑  , Zbigniew Łaszcz, "Msza św. w intencji E. Kazimirowskiego - twórcy obrazu Jezusa Miłosiernego"
5. 1 2 3  Czy wiesz kto to jest? Uzupełnienia i sprostowania. Warszawa. 1939. с. 135.
6. ↑  MALARZ MARCIN EUGENIUSZ KAZIMIROWSKI (пол.). Архів оригіналу за 25 червня 2016. Процитовано 24 лютого 2023. [Архівовано 2016-06-25 у Wayback Machine.]
7. ↑  , Wilnoteka, "Wystawa "Eugeniusz Kazimirowski. Wilno-Białystok""
8. ↑  Obraz „Jezus Miłosierny” Eugeniusza Kazimirowskiego (пол.).
9. ↑  Odell, Catherine (1998). Faustina: The Apostle of Divine Mercy. Huntington, Ind. : Our Sunday Visitor, Inc. с. 86. ISBN 0-87973-923-1.
10. ↑  Biskup Henryk Ciereszko, biskup pomocniczy archidiecezji białostockiej, biograf bł. ks. Michała Sopoćki w rozmowie z Grzegorzem Górnym, NASZ WYWIAD, https://wpolityce.pl/kosciol/496331-nasz-wywiadczy-eugeniusz-kazimirowski-popelnil-samobojstwo

## Зовнішні посилання
- Книжка зрілості Мюнхенської академії
- Графіка в колекції Національної бібліотеки - Polona.pl